# Trofeo Città di Brescia
Il Trofeo Città di Brescia è una corsa in linea maschile di ciclismo su strada che si svolge annualmente a Brescia, in Italia.
Organizzato per la prima volta nel 1997, dal 2005 al 2010, dal 2017 al 2019 e nuovamente dal 2022 è stato ed è parte del calendario dell'UCI Europe Tour quale prova di classe 1.2, aperta perciò a ciclisti delle categorie Elite e Under-23. Dal 2011 al 2016 e nel 2021 ha invece fatto parte del calendario nazionale italiano come prova di classe 1.12.

## Albo d'oro
Aggiornato all'edizione 2025.
| Anno | Vincitore                             | Secondo                               | Terzo                                 |
| ---- | ------------------------------------- | ------------------------------------- | ------------------------------------- |
| 1997 | Gerrit Glomser                        |                                       |                                       |
| 1998 | Francesco Pasquini                    |                                       |                                       |
| 1999 | Luca Paolini                          |                                       |                                       |
| 2000 | Antonio Salomone                      |                                       |                                       |
| 2001 | Markus Knopfle                        |                                       |                                       |
| 2002 | Simone Lo Vano                        | Federico Berta                        | Alessandro Del Sarto                  |
| 2003 | Roberto Savoldi                       | Mark Renshaw                          | Claudio Corioni                       |
| 2004 | Claudio Corioni                       | Aristide Ratti                        | Denis Shkarpeta                       |
| 2005 | Matteo Bono                           | Alejandro Borrajo                     | Francesco Reda                        |
| 2006 | Roberto Ferrari                       | Matthew Goss                          | Roberto Longo                         |
| 2007 | Luca Gasparini                        | Fabio Donesana                        | Cesare Benedetti                      |
| 2008 | Giuseppe De Maria                     | Giovanni Carini                       | Bostjan Rezman                        |
| 2009 | Andrea Palini                         | Andrea Pasqualon                      | Mirko Battaglini                      |
| 2010 | Manuele Boaro                         | Elia Favilli                          | Federico Rocchetti                    |
| 2011 | Enrico Battaglin                      | Moreno Moser                          | Nicola Boem                           |
| 2012 | Davide Villella                       | Nicola Ruffoni                        | Thomas Fiumana                        |
| 2013 | Ivan Balykin                          | Michele Simoni                        | Nicola Ruffoni                        |
| 2014 | Marco Tizza                           | Gianluca Milani                       | Andrea Toniatti                       |
| 2015 | Gianmarco Di Francesco                | Mirco Maestrini                       | Marco Tizza                           |
| 2016 | Alessandro Bresciani                  | Nicola Gaffurini                      | Matteo Moschetti                      |
| 2017 | Nikolai Shumov                        | Nicolò Rocchi                         | Filippo Tagliani                      |
| 2018 | Filippo Rocchetti                     | Nicola Gaffurini                      | Simone Ravanelli                      |
| 2019 | Daniel Smarzaro                       | Luca Mozzato                          | Andrea Toniatti                       |
| 2020 | annullato per la Pandemia di COVID-19 | annullato per la Pandemia di COVID-19 | annullato per la Pandemia di COVID-19 |
| 2021 | Giulio Masotto                        | Matteo Zurlo                          | Cristian Rocchetta                    |
| 2022 | Riccardo Verza                        | Lorenzo Quartucci                     | Francesco Di Felice                   |
| 2023 | Federico Guzzo                        | Matteo Zurlo                          | Edoardo Zamperini                     |
| 2024 | Manuel Oioli                          | Andrij Ponomar                        | Federico Guzzo                        |
| 2025 | Giovanni Bortoluzzi                   | Alexandre Balmer                      | Riccardo Lorello                      |